# 穂坂泰
穂坂 泰 （ほさか やすし、1974年〈昭和49年〉2月17日 - ）は、日本の政治家、税理士。自由民主党所属の衆議院議員（3期）、デジタル副大臣兼内閣府副大臣。
外務大臣政務官、環境大臣政務官兼内閣府大臣政務官、志木市議会議員（1期）を歴任した。
父は志木市長を務めた穂坂邦夫。

## 経歴
埼玉県志木市出身（現住所は同市幸町3丁目）。志木市立宗岡小学校、志木市立宗岡第二中学校、青山学院高等部卒業。青山学院大学理工学部経営工学科卒業。
帝京大学大学院経済学研究科修士課程修了。税理士となり、日本青年会議所埼玉ブロック協議会会長、社会福祉法人、学校法人の各理事などを務めた。
2015年4月、第18回埼玉県議会議員選挙に南第17区（志木市）から、自由民主党から出馬するも現職の鈴木正人に敗れ、落選。
2016年4月、志木市議会議員に初当選。
2017年6月22日、埼玉4区の豊田真由子が自民党へ離党届を提出、8月10日に了承される。9月22日、自民党県連は次期衆院選の埼玉4区に穂坂を擁立する方針を決定した。
同年10月に行われた第48回衆議院議員総選挙の埼玉4区から出馬し初当選。
2021年10月31日、第49回衆議院議員総選挙で再選。
2024年9月27日に行われた自民党総裁選挙において小泉進次郎の推薦人に名を連ねた。
2024年10月27日、第50回衆議院議員総選挙で3選。
2024年11月13日、第2次石破内閣でデジタル副大臣兼内閣府副大臣に就任。

## 政策・主張

### 憲法
- 憲法改正について、2017年、2021年のアンケートで「賛成」と回答[16][17]。

- 改正すべき項目として、2021年の朝日新聞社のアンケートで「自衛隊の保持を明記する」「教育の充実に向けた環境整備を行う旨を明記する」「各都道府県から必ず1人は参議院議員を選出するよう明記する」「緊急事態に関する条項を新設する」と主張[18]。

- 安全保障関連法の成立について、2017年のアンケートで「評価する」と回答[16]。

- 合区をなくすため、憲法を改正することに賛成[19]。

- 憲法を改正し緊急事態条項を設けることについて、2021年の毎日新聞社のアンケートで「賛成」と回答[20]。

### 外交・安全保障
- 安全保障関連法の成立について、2017年のアンケートで「評価する」と回答[16]。

- 「他国からの攻撃が予想される場合には敵基地攻撃もためらうべきではない」との問題提起に対し、2017年、2021年のアンケートで「どちらとも言えない」と回答[16][17]。

- 「北朝鮮に対しては対話よりも圧力を優先すべきだ」との問題提起に対し、2017年のアンケートで「賛成」と回答[16]。2021年のアンケートで「どちらかと言えば賛成」と回答[17]。

- 普天間基地の辺野古移設について、2021年のアンケートで「賛成」と回答[17]。

### ジェンダー
- 選択的夫婦別姓制度の導入について、2017年のアンケートでは「どちらかといえば賛成」と回答[16]。2021年のアンケートでは「どちらとも言えない」と回答[17]。

- 2021年1月30日、穂坂ら自民党国会議員有志50人は、47都道府県議会議長のうち同党所属の約40人に、選択的夫婦別姓の導入に賛同する意見書を採択しないよう求める文書を郵送した。地方議員や市民団体は、地方議会の独立性を脅かす行為だとして穂坂らを批判した[21][22][23][24][25]。

- 同性婚を可能とする法改正について、2021年の朝日新聞社のアンケートで「どちらかといえば反対」と回答[17]。「同性婚を制度として認めるべきだと考えますか」との2021年の毎日新聞社のアンケートに対し、「認めるべきでない」と回答[20]。

- 「LGBTなど性的少数者をめぐる理解増進法案を早期に成立させるべきか」との問題提起に対し、2021年のアンケートで「どちらかといえば賛成」と回答[17]。

- クオータ制の導入について、2021年のアンケートで「どちらかといえば反対」と回答[26]。

### 消費税増税
- 2017年の消費増税の先送りを評価する[16]。

- 消費税を2019年10月に10%に引き上げることについて賛成[19]。

- 消費税増収分は幼児教育の無償化や高等教育の負担軽減に使うべきだ[16]。

- 「消費税0％の検討」を掲げた『国民を守るための「真水100兆円」令和2年度第2次補正予算に向けた提言』に賛同している[27]。

### その他
- アベノミクスについて、2017年のアンケートで「評価する」と回答[16]。

- 安倍内閣による森友学園問題・加計学園問題への対応について、2017年のアンケートで「評価する」と回答[16]。

- 森友学園への国有地売却をめぐる公文書改竄問題で、2021年5月6日、国は「赤木ファイル」の存在を初めて認めた[28]。しかし5月13日、菅義偉首相はファイルの存在を踏まえた再調査を行わない考えを報道各社に書面で示した[29]。9月の自民党総裁選挙で総裁に選出された岸田文雄も10月11日、衆議院本会議の代表質問で再調査の実施を否定した[30]。国の対応をどう考えるかとの同年の毎日新聞社のアンケートに対し「これ以上、調査や説明は必要ない」と回答[20]。

- 安倍内閣による北朝鮮問題への取り組みについて、2017年のアンケートで「評価する」と回答[16]。

- 共謀罪法について、2017年のアンケートで「評価する」と回答[16]。

- 幼稚園・保育所から大学まで教育を無償化すべきだ[16]。

- 財政赤字は危機的水準であるので、国債発行を抑制すべきだ[16]。

- 原子力規制委員会の審査に合格した原子力発電所は運転を再開すべきだ。将来も原子力発電は電力源のひとつとして保つべきだ[16]。

- ひとり親家庭やDINKsなど家族の形は多様でよい[16]。

## 所属団体・議員連盟
- 日本の未来を考える勉強会[31]
- 自民党たばこ議員連盟[32]
- 全日本不動産政策推進議員連盟

## 選挙歴
| 当落 | 選挙                     | 執行日         | 年齢 | 選挙区      | 政党       | 得票数     | 得票率 | 定数 | 得票順位 /候補者数 | 政党内比例順位 /政党当選者数 |
| ---- | ------------------------ | -------------- | ---- | ----------- | ---------- | ---------- | ------ | ---- | ------------------ | ---------------------------- |
| 落   | 2015年埼玉県議会議員選挙 | 2015年4月12日  | 41   | 南17区      | 自由民主党 | 8417票     | 38.67% | 1    | 2/2                | /                            |
| 当   | 2016年志木市議会議員選挙 | 2016年4月10日  | 42   | ――          | 自由民主党 | 3669票     |        | 14   | 1/18               | /                            |
| 当   | 第48回衆議院議員総選挙   | 2017年10月22日 | 43   | 埼玉県第4区 | 自由民主党 | 7万4287票  | 37.41% | 1    | 1/5                | /                            |
| 当   | 第49回衆議院議員総選挙   | 2021年10月31日 | 47   | 埼玉県第4区 | 自由民主党 | 10万7135票 | 52.26% | 1    | 1/5                | /                            |
| 当   | 第50回衆議院議員総選挙   | 2024年10月27日 | 50   | 埼玉県第4区 | 自由民主党 | 8万2125票  | 41.76% | 1    | 1/4                | /                            |